# Mundo de Cristal
Mundo de Cristal je druhé album mexické zpěvačky Thalíe. Vyšlo u mexického hudebního vydavatelství Fonovisa v roce 1991.

## Seznam písní
1. "Cristal (Instrumental)"
2. "Sudor (Parte I & II)" (Alfredo Díaz Ordaz)
3. "El Bombo de tu Corazón" (Aureo Baqueiro)
4. "Te Necesito" (Alfredo Díaz Ordaz)
5. "Madrid" (Alfredo Díaz Ordaz)
6. "Fuego Cruzado" (Luis Cabañas Agudo, Pablo Pinilla)
7. "Jollie Madam" (Thalía Sodi)
8. "Mundo de Cristal" (Alfredo Díaz Ordaz)
9. "En la Intimidad" (Fernando Ribas, Kiko Campos)
10. "Me Matas" (Pablo Pinilla)
11. "En Silencio" (Alfredo Díaz Ordáz)
12. "Blues Jam" (Thalía Sodi, Díaz Ordáz, Alfredo)

## Singly
- "En La Intimidad" (Fernando Ribas, Kiko Campos)
- "Sudor(Parte I & II)" (Alfredo Díaz Ordaz)
- "Te Necesito" (Alfredo Díaz Ordaz)
- "Madrid" (Alfredo Díaz Ordaz)
- "Fuego Cruzado" (Luis Cabañas Agudo, Pablo Pinilla)